# Glàndula lacrimal
Les glàndules lacrimals (una de principal allotjada en la fossa lacrimal que hi ha a la part superior lateral externa de cada òrbita i diverses glàndules accessòries molt més petites situades a l'epiteli conjuntival, anomenades de Wolfring i que alliberen electròlits i proteïnes imprescindibles pel correcte funcionament del fluid lacrimal). Les glàndules principals es divideixen en dos lòbuls: orbitari i palpebral.

## Fisiologia
Les glàndules lacrimals tenen com a funció produir les llàgrimes, que estan formades per aigua, clorur de sodi (sal comuna) i albúmina. La secreció lacrimal manté neta i humida la superfície de l'ull, nodreix la còrnia en la seva part externa i actua com un líquid lubrificant per a facilitar el moviment de les parpelles. Les llàgrimes, una vegada han sortit de les glàndules pels petits orificis lacrimals superior i inferior dels marges d'ambdues parpelles, formen una pel·lícula protectora rica en mucines sobre l'epiteli corneal que es renova repetidament al parpellejar. Existeixen dos tipus de llagrimeig fisiològic: una producció basal de llàgrimes regulada pels nervis aferents corneals que manté l'ull humit en condicions normals i un llagrimeig reflex que es produeix com a resposta a diverses emocions o a la irritació ocular. Les cèl·lules epitelials de les glàndules lacrimals donen forma a les respostes immunitàries davant de determinats estímuls interns i externs, a través de la regulació dels inflamasomes i del metabolisme lipídic.

## Patologia
El prolapse de la glàndula lacrimal té una etiopatogènia molt diversa, especialment de tipus inflamatori o tumoral. L'epífora és un llagrimeig continu causat per una obstrucció del sistema de drenatge nasolagrimal o per un excés de llàgrimes. Pot ser de naturalesa congènita o adquirida. La dacrioadenitis infecciosa bacteriana o vírica i la dacriocistitis són unes de les malalties de les glàndules lacrimals més comunes. Inusualment, en dacrioadenitis causades per una granulomatosi amb poliangiïtis les manifestacions inicials són ptosi i diplopia. S'ha descrit el desenvolupament de dacrioadenitis aguda després de l'administració d'una vacuna d'ARN contra la COVID-19. Streptococcus pneumoniae, un bacteri present en la nasofaringe i la cavitat nasal, és el patogen causal de la majoria de dacriocistitis infantils. La dacrioadenitis bilateral és un símptoma gairebé insòlit de la malaltia de Still de l'adult, de la granulomatosi de Wegener orbitària i de la sarcoïdosi. Poques vegades, l'origen de la dacriocistitis és una mononucleosi infecciosa, una tuberculosi, una micosi per Sporothrix schenckii, una infecció abscesificada per Cardiobacterium hominis (un membre del grup HACEK) o una infecció conjunta per Parvimonas micra i Bacteroides thetaiotaomicron (uns microrganismes anaerobis que generalment són comensals del tracte digestiu). És un fet excepcional que una dacriocistitis aguda, en un nen sense dèficits del sistema immunitari, evolucioni cap a la formació d'un abscés lacrimal gegant. Les fístules lacrimals poden ser congènites, adquirides, postraumàtiques o iatrogèniques. Alguna inusual vegada es presenten juntament amb defectes renals.
La síndrome de Bogorad, també anomenada síndrome de les llàgrimes de cocodril, és una afecció poc comuna caracteritzada per una hipersecreció lacrimal paroxística quan es mastega o es beu. Típicament, apareix com a seqüela d'una lesió del nervi facial (paràlisi de Bell, intervenció quirúrgica complicada, traumatisme físic, per exemple). Se sol tractar amb injeccions de toxina botulínica A en la glàndula lacrimal. A dosis d'entre 2,5–60 U, la toxina aconsegueix una millora significativa i persistent de la simptomatologia en poc temps, sense efectes indesitjats d'importància.
L'obstrucció del conducte nasolacrimal és l'anomalia congènita més freqüent de la via de drenatge lacrimal. En algun rar cas l'obstrucció es deu a un mucocele (quist ple de mucositat) del sac lacrimal o es presenta associada a un osteocondromixoma congènit (un tumor benigne força inhabitual que forma part d'un trastorn hereditari autosòmic dominant anomenat complex de Carney). La litiasi lacrimal es deu a la formació de càlculs intraductals (dacriòlits) en les glàndules homònimes. Eventualment, origina conjuntivitis purulentes refractàries al tractament antibiòtic.
L'amiloïdosi aïllada primària de la glàndula lacrimal és molt infreqüent.
L'adenoma pleomòrfic, també anomenat tumor mixt benigne, és la neoplàsia epitelial més comuna de les glàndules lacrimals. Té tendència a reaparèixer, sobretot desprès d'una excisió incompleta, i rares vegades es malignitza. Els adenomes pleomòrfics d'una glàndula lacrimal ectòpica subconjuntival o orbitària són molt singulars.